# Florentina Moser
Florentina Moser – austriacka kolarka górska, złota medalistka mistrzostw Europy.

## Kariera
Największy sukces w karierze Florentina Moser osiągnęła w 1999 roku, kiedy zdobyła złoty medal w downhillu podczas mistrzostw Europy w Porto de Mós. W zawodach tych wyprzedziła bezpośrednio Szwedkę Malin Lindgren oraz Brytyjkę Tracy Moseley. Był to jedyny medal wywalczony przez nią na międzynarodowej imprezie tej rangi. W tym samym roku zajęła również siedemnaste miejsce w tej konkurencji podczas mistrzostw świata w Mont-Sainte-Anne. Nigdy nie stanęła na podium zawodów Pucharu Świata w kolarstwie górskim, ani nie wystąpiła na igrzyskach olimpijskich. 